# Alessandro Potenza
Alessandro Potenza (Apricena, 8 marzo 1984) è un allenatore di calcio ed ex calciatore italiano, di ruolo difensore.

## Caratteristiche tecniche
Giocava come terzino destro, ma era in grado di ricoprire anche il ruolo di difensore centrale.

## Carriera

### Giocatore

#### Club
Originario di Apricena, cresce nelle giovanili del Foggia, in cui ha giocato per 6 anni. Successivamente approda all'Inter, nelle cui file vince il Campionato Primavera e il Torneo di Viareggio. In seguito viene ceduto in prestito: prima all'Ancona nel mese di novembre, con cui esordisce in Serie A nella sua unica apparizione in maglia biancorossa, e poi nel gennaio 2004 al Parma (13 presenze). La stagione successiva si divide fra Parma e Chievo, per un totale di 20 presenze. Nella stagione 2005-2006, essendo ancora di proprietà dell'Inter, viene ceduto in prestito al Maiorca, dove colleziona 17 presenze. Nel 2006 passa alla Fiorentina a titolo definitivo.
Rimane 2 stagioni a Firenze senza trovare molto spazio, considerate le sue qualità tecniche non eccelse, ma segna il suo primo gol in Serie A il 23 dicembre 2006 contro il Messina.  Il 1º luglio 2008 viene ufficializzato il suo passaggio al Genoa (2200000 €), dove rimane sino a gennaio, quando passa al Catania in comproprietà. Esordisce con la maglia del Catania contro la Juventus l'8 febbraio, mentre segna il primo goal il 21 febbraio contro la Reggina. Giocherà la stagione 2009-2010 ancora con il Catania, dopo che le società si sono accordate per il rinnovo della comproprietà.
Il Genoa non presenterà nessuna offerta, e così il 26 giugno 2010 il Catania ottiene il giocatore alle buste. Nel febbraio 2012 ha subito una lesione del legamento crociato anteriore del ginocchio destro, finendo anzitempo la stagione.
Al termine della stagione 2012-2013 non rinnova il contratto con il Catania. Il 30 agosto 2013 si accorda con il Modena, in serie B. Dopo aver totalizzato 15 presenze decide di non rinnovare il contratto col Modena.
Nella sessione estiva di mercato 2014 si accorda con il Foggia, tornando nella squadra dove aveva mosso i primi passi.
Il 29 agosto 2015 la società Foggia comunica la risoluzione consensuale con il difensore poiché aveva creato scompiglio all'interno dello spogliatoio. Viene poi ingaggiato dagli indiani del Chennaiyin dell'allenatore Marco Materazzi per l'edizione 2015 della Indian Super League; al termine della stagione, a dicembre dello stesso anno, vince il campionato battendo in finale il Goa FC.
Il 20 gennaio 2016, durante la sessione invernale di mercato, passa alla Casertana capolista di Lega Pro.

#### Nazionale
Potenza è stato il terzino destro titolare della Nazionale Under-21 dal 2004 al 2007. Ha preso parte alla vittoria dell'Europeo Under-21 2004 e all'Europeo U-21 2006, dove ha messo a segno il primo gol nell'esordio degli azzurrini contro la Danimarca (3-3). Dopo aver giocato da titolare le gare di qualificazione, ha dovuto saltare per un infortunio l'Europeo Under-21 del 2007.

### Allenatore
Il 21 dicembre 2016, pochi giorni dopo essersi svincolato dalla Casertana, viene scelto come nuovo tecnico del Madre Pietra Daunia, squadra della sua città natale militante in Serie D, che sotto la sua guida, grazie ai buoni risultati nel girone di ritorno, riesce a salvarsi tramite i play-out.
L'ottimo lavoro svolto nella stagione precedente gli vale la chiamata della ripescata Recanatese, infatti il 12 giugno 2017 diventa l'allenatore della Recanatese, venendo però esonerato il 17 ottobre, dopo la sconfitta interna con il Francavilla per 0-2, lasciando la panchina marchigiana dopo 7 gare nelle quali ha ottenuto 4 punti, frutto di una vittoria casalinga contro il Fabriano Cerreto e tre pareggi. Nel frattempo il 7 settembre aveva superato con esito positivo l'esame da allenatore di seconda categoria UEFA A per poter allenare fino alla Serie C. Nell'estate 2018 diventa l'allenatore della Fidelis Andria, formazione con cui disputa un ottimo campionato arrivando sesto nel campionato nazionale di Serie D girone H sfiorando i play-off.
Nel luglio 2019 lascia la Fidelis per allenare l’Audace Cerignola.. Il 4 novembre 2019 viene esonerato con la squadra al quint'ultimo posto del girone H.
Il 26 agosto 2020 diviene il nuovo allenatore dell'Arezzo. Il 18 ottobre seguente, dopo aver conquistato solo un punto in cinque giornate, viene esonerato.
L'8 marzo 2022 viene annunciato dal Bitonto come nuovo allenatore subentrando all'esonerato Claudio De Luca. A fine stagione non viene confermato.

## Statistiche

### Presenze e reti nei club
| Stagione          | Squadra           | Campionato        | Campionato | Campionato | Coppe nazionali | Coppe nazionali | Coppe nazionali | Coppe continentali | Coppe continentali | Coppe continentali | Altre coppe | Altre coppe | Altre coppe | Totale | Totale |
| Stagione          | Squadra           | Comp              | Pres       | Reti       | Comp            | Pres            | Reti            | Comp               | Pres               | Reti               | Comp        | Pres        | Reti        | Pres   | Reti   |
| ----------------- | ----------------- | ----------------- | ---------- | ---------- | --------------- | --------------- | --------------- | ------------------ | ------------------ | ------------------ | ----------- | ----------- | ----------- | ------ | ------ |
| 2002-2003         | Inter             | A                 | 0          | 0          | CI              | 1               | 0               | UCL                | 0                  | 0                  | -           | -           | -           | 1      | 0      |
| 2003-gen. 2004    | Ancona            | A                 | 1          | 0          | CI              | 0               | 0               | -                  | -                  | -                  | -           | -           | -           | 1      | 0      |
| gen.-giu. 2004    | Parma             | A                 | 13         | 0          | CI              | 0               | 0               | CU                 | 0                  | 0                  | -           | -           | -           | 13     | 0      |
| 2004-gen. 2005    | Parma             | A                 | 16         | 0          | CI              | 2               | 0               | CU                 | 3                  | 0                  | -           | -           | -           | 21     | 0      |
| Totale Parma      | Totale Parma      | Totale Parma      | 29         | 0          |                 | 2               | 0               |                    | 3                  | 0                  |             | -           | -           | 34     | 0      |
| gen.-giu. 2005    | Chievo            | A                 | 4          | 0          | CI              | -               | -               | -                  | -                  | -                  | -           | -           | -           | 4      | 0      |
| 2005-2006         | Maiorca           | PD                | 17         | 0          | CR              | 0               | 0               | -                  | -                  | -                  | -           | -           | -           | 17     | 0      |
| 2006-2007         | Fiorentina        | A                 | 19         | 1          | CI              | 0               | 0               | -                  | -                  | -                  | -           | -           | -           | 19     | 1      |
| 2007-2008         | Fiorentina        | A                 | 15         | 0          | CI              | 2               | 0               | CU                 | 0                  | 0                  | -           | -           | -           | 17     | 0      |
| Totale Fiorentina | Totale Fiorentina | Totale Fiorentina | 34         | 1          |                 | 2               | 0               |                    | -                  | -                  |             | -           | -           | 36     | 1      |
| 2008-gen. 2009    | Genoa             | A                 | 5          | 0          | CI              | 0               | 0               | -                  | -                  | -                  | -           | -           | -           | 5      | 0      |
| gen.-giu. 2009    | Catania           | A                 | 11         | 1          | CI              | -               | -               | -                  | -                  | -                  | -           | -           | -           | 11     | 1      |
| 2009-2010         | Catania           | A                 | 19         | 0          | CI              | 3               | 0               | -                  | -                  | -                  | -           | -           | -           | 22     | 0      |
| 2010-2011         | Catania           | A                 | 20         | 0          | CI              | 1               | 0               | -                  | -                  | -                  | -           | -           | -           | 21     | 0      |
| 2011-2012         | Catania           | A                 | 9          | 0          | CI              | 2               | 0               | -                  | -                  | -                  | -           | -           | -           | 11     | 0      |
| 2012-2013         | Catania           | A                 | 2          | 0          | CI              | 0               | 0               | -                  | -                  | -                  | -           | -           | -           | 2      | 0      |
| Totale Catania    | Totale Catania    | Totale Catania    | 61         | 1          |                 | 6               | 0               |                    | -                  | -                  |             | -           | -           | 67     | 1      |
| 2013-2014         | Modena            | B                 | 15         | 0          | CI              | -               | -               | -                  | -                  | -                  | -           | -           | -           | 15     | 0      |
| 2014-2015         | Foggia            | LP                | 26         | 1          | CI              | -               | -               | -                  | -                  | -                  | -           | -           | -           | 26     | 1      |
| 2015              | Chennaiyin        | ISL               | 10         | 0          | -               | -               | -               | -                  | -                  | -                  | -           | -           | -           | 10     | 0      |
| 2015-2016         | Casertana         | LP                | 8          | 0          | CI+CI-LP        | 0               | 0               | -                  | -                  | -                  | -           | -           | -           | 8      | 0      |
| ago.-dic. 2016    | Casertana         | LP                | 5          | 0          | CI+CI-LP        | 2+0             | 0               | -                  | -                  | -                  | -           | -           | -           | 7      | 0      |
| Totale Casertana  | Totale Casertana  | Totale Casertana  | 13         | 0          |                 | 2               | 0               |                    | -                  | -                  |             | -           | -           | 15     | 0      |
| Totale carriera   | Totale carriera   | Totale carriera   | 215        | 3          |                 | 13              | 0               |                    | 3                  | 0                  |             | -           | -           | 231    | 3      |

### Statistiche da allenatore
Statistiche aggiornate al 19 ottobre 2020.
| Stagione        | Squadra             | Campionato      | Campionato | Campionato | Campionato | Campionato | Coppe nazionali | Coppe nazionali | Coppe nazionali | Coppe nazionali | Coppe nazionali | Coppe continentali | Coppe continentali | Coppe continentali | Coppe continentali | Coppe continentali | Altre coppe | Altre coppe | Altre coppe | Altre coppe | Altre coppe | Totale | Totale | Totale | Totale | % Vittorie | Piazzamento                            |
| Stagione        | Squadra             | Comp            | G          | V          | N          | P          | Comp            | G               | V               | N               | P               | Comp               | G                  | V                  | N                  | P                  | Comp        | G           | V           | N           | P           | G      | V      | N      | P      | %          | Piazzamento                            |
| --------------- | ------------------- | --------------- | ---------- | ---------- | ---------- | ---------- | --------------- | --------------- | --------------- | --------------- | --------------- | ------------------ | ------------------ | ------------------ | ------------------ | ------------------ | ----------- | ----------- | ----------- | ----------- | ----------- | ------ | ------ | ------ | ------ | ---------- | -------------------------------------- |
| gen.-giu. 2017  | Madre Pietra Daunia | D               | 17+1       | 8+1        | 3          | 6          | CI-D            | -               | -               | -               | -               | -                  | -                  | -                  | -                  | -                  | -           | -           | -           | -           | -           | 18     | 9      | 3      | 6      | 50,00      | Subentrato, 15º, salvo dopo i play-out |
| lug.-ott. 2017  | Recanatese          | D               | 7          | 2          | 2          | 3          | CI-D            | 2               | 0               | 1               | 1               | -                  | -                  | -                  | -                  | -                  | -           | -           | -           | -           | -           | 9      | 2      | 3      | 4      | 22,22      | Esonerato                              |
| 2018-2019       | Fidelis Andria      | D               | 34         | 15         | 11         | 8          | CI-D            | 1               | 0               | 1               | 0               | -                  | -                  | -                  | -                  | -                  | -           | -           | -           | -           | -           | 35     | 15     | 12     | 8      | 42,86      | 6º                                     |
| lug.-nov. 2019  | Audace Cerignola    | D               | 10         | 3          | 2          | 5          | CI-D            | 2               | 1               | 0               | 1               | -                  | -                  | -                  | -                  | -                  | -           | -           | -           | -           | -           | 12     | 4      | 2      | 6      | 33,33      | Esonerato                              |
| set.-ott. 2020  | Arezzo              | C               | 5          | 0          | 1          | 4          | CI              | 2               | 1               | 0               | 1               | -                  | -                  | -                  | -                  | -                  | -           | -           | -           | -           | -           | 7      | 1      | 1      | 5      | 14,29      | Esonerato                              |
| mar.-giu. 2022  | Bitonto             | D               | 11+2       | 3+1        | 3          | 5+1        | CI-D            | -               | -               | -               | -               | -                  | -                  | -                  | -                  | -                  | -           | -           | -           | -           | -           | 13     | 4      | 3      | 6      | 30,77      | Subentrato, 3º                         |
| Totale carriera | Totale carriera     | Totale carriera | 88         | 34         | 22         | 32         |                 | 6               | 1               | 2               | 3               |                    |                    |                    |                    |                    |             |             |             |             |             | 94     | 35     | 24     | 35     | 37,23      |                                        |

## Palmarès

### Club

#### Competizioni nazionali
- Indian Super League: 1

Chennaiyin: 2015

#### Competizioni giovanili
- Torneo di Viareggio: 1

Inter: 2002
- Campionato Primavera: 1

Inter: 2001-2002

### Nazionale
- Campionato d'Europa Under-19: 1

Liechtenstein 2003
- Campionato d'Europa Under-21: 1

Germania 2004